# رشيد خان (مغني)
رشيد خان (بالهندية: राशिद खान؛ بالإنجليزية: Rashid Khan) هو مغني هندي، ولد في 1 يوليو 1966.

## وصلات خارجية
- رشيد خان على موقع IMDb (الإنجليزية)
- رشيد خان على موقع ميوزك برينز (الإنجليزية)
- رشيد خان على موقع ميوزك برينز (الإنجليزية)